# Aferentní nerv

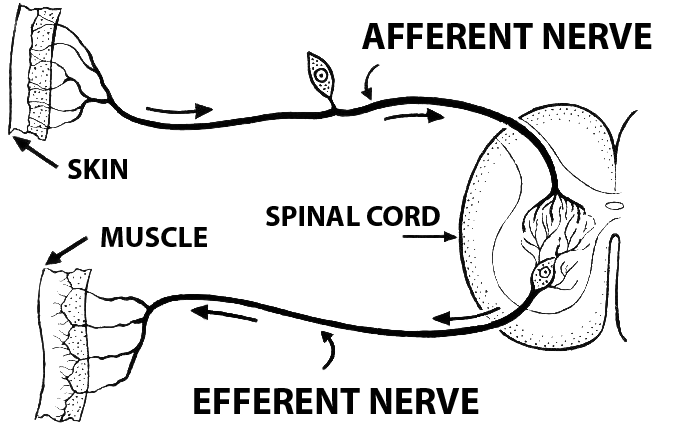
Aferentní nervy

Aferentní nerv je nerv periferní nervové soustavy, která nese smyslovou informaci do mozku. Také se označuje jako senzitivní nerv nebo senzorický nerv, též dostředivá dráha.

## Etymologie
Pojmy aferentní a eferentní pocházejí z francouzštiny, resp. z latiny, ze slov ad ferens (latinsky ferre: nést někam) a ex ferens (odnést odněkud). Eferentní si tedy lze pamatovat podle ex (exit od mozku), a aferentní je pak opačný směr (k mozku).